# Giacomo Morandi
Giacomo Morandi (Módena, 24 de agosto de 1965) é um italiano católico romano arcebispo que serve como o atual secretário da Congregação para a Doutrina da Fé desde a sua nomeação para esse cargo em julho de 2017. Ele tinha servido antes deste como o departamento de subsecretário de 2015 até a sua nomeação e elevação ao episcopado para o qual foi consagrado em 30 de setembro de 2017 na Catedral de Módena.

## Vida
Giacomo Morandi nasceu em Módena em 24 de agosto de 1965.
Em 1978, iniciou seus estudos para o sacerdócio em Módena e recebeu sua ordenação em 11 de abril de 1990 do arcebispo Santo Bartolomeo Quadri. Obteve seu bacharelado em estudos teológicos e em 1992 obteve uma licenciatura em Ciências Bíblicas no Pontifício Instituto Bíblico, em Roma. Em 2008 obteve licenciatura e doutorado em evangelização teológica na Pontifícia Universidade Gregoriana e em Missiologia. Morandi também atuou como professor no Instituto de Ciências Religiosas de Modena e como professor de exegese patrística em um instituto em Roma.
Morandi ocupou vários cargos pastorais na Arquidiocese de Módena e serviu como vigário para a catequese episcopal e para a evangelização e a cultura de 2005 a 2010, antes de ser nomeado Vigário Geral da Arquidiocese em novembro de 2010. Esta designação cessou em 2015, com a morte do arcebispo, cargo no qual foi administrador diocesano de 20 de fevereiro a 12 de setembro de 2015 até a escolha de um novo arcebispo. Foi em 14 de setembro que o novo arcebispo Erio Castellucci o reconduziu como vigário geral da arquidiocese.
O Papa Francisco nomeou Morandi em 27 de outubro de 2015 como subsecretário da Congregação para a Doutrina da Fé e em 18 de julho de 2017 nomeou-o secretário do departamento, elevando-o ao posto de arcebispo como arcebispo titular de Cerveteri. Morandi recebeu a consagração episcopal na Catedral de Módena em 30 de setembro de 2017, do arcebispo Angelo De Donatis e dos co-consagradores Erio Castellucci e Luciano Monari.

## Trabalhos publicados
Lugo teologico di evangelizzazione , Milão, Edizioni Paoline, 2009, ISBN  978-88-315-3582-3.